# Anne de Prusse (1836-1918)
Pour les articles homonymes, voir Anne de Prusse.
Marie Anne Frédérique de Hohenzollern, princesse de Prusse, née à Berlin le 17 mai 1836 et morte à Francfort-sur-le-Main le 12 juin 1918, était une nièce du roi Frédéric-Guillaume IV de Prusse et du Kaiser Guillaume Ier.
D'abord pressentie pour épouser l'empereur d'Autriche, qui l'avait rencontrée à Berlin durant l'hiver 1852, elle épousa finalement Frédéric-Guillaume de Hesse-Rumpenheim, héritier de l'électorat de Hesse-Cassel.
Mélomane avertie et musicienne talentueuse, elle reçut les principaux musiciens de son temps.
Belle-sœur du roi Christian IX de Danemark, le "grand-père de l'Europe", elle est donc une des "tantes de l'Europe", ses neveux et nièces ayant régné sur l'empire de Russie, la Grande-Bretagne et son empire colonial, l'Empire allemand, le Danemark, la Grèce et le Brunswick. 
Veuve en 1884, mère de six enfants, elle se convertit en 1901 au Catholicisme et en 1905 devint membre du tiers-ordre Franciscain.

## Princesse

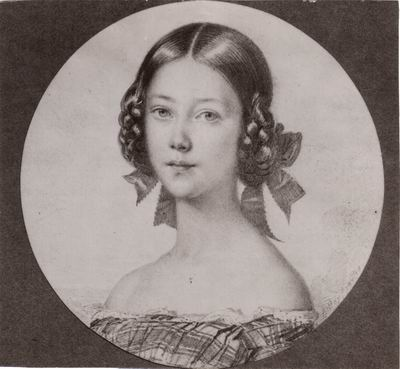
La princesse Anne, enfant.

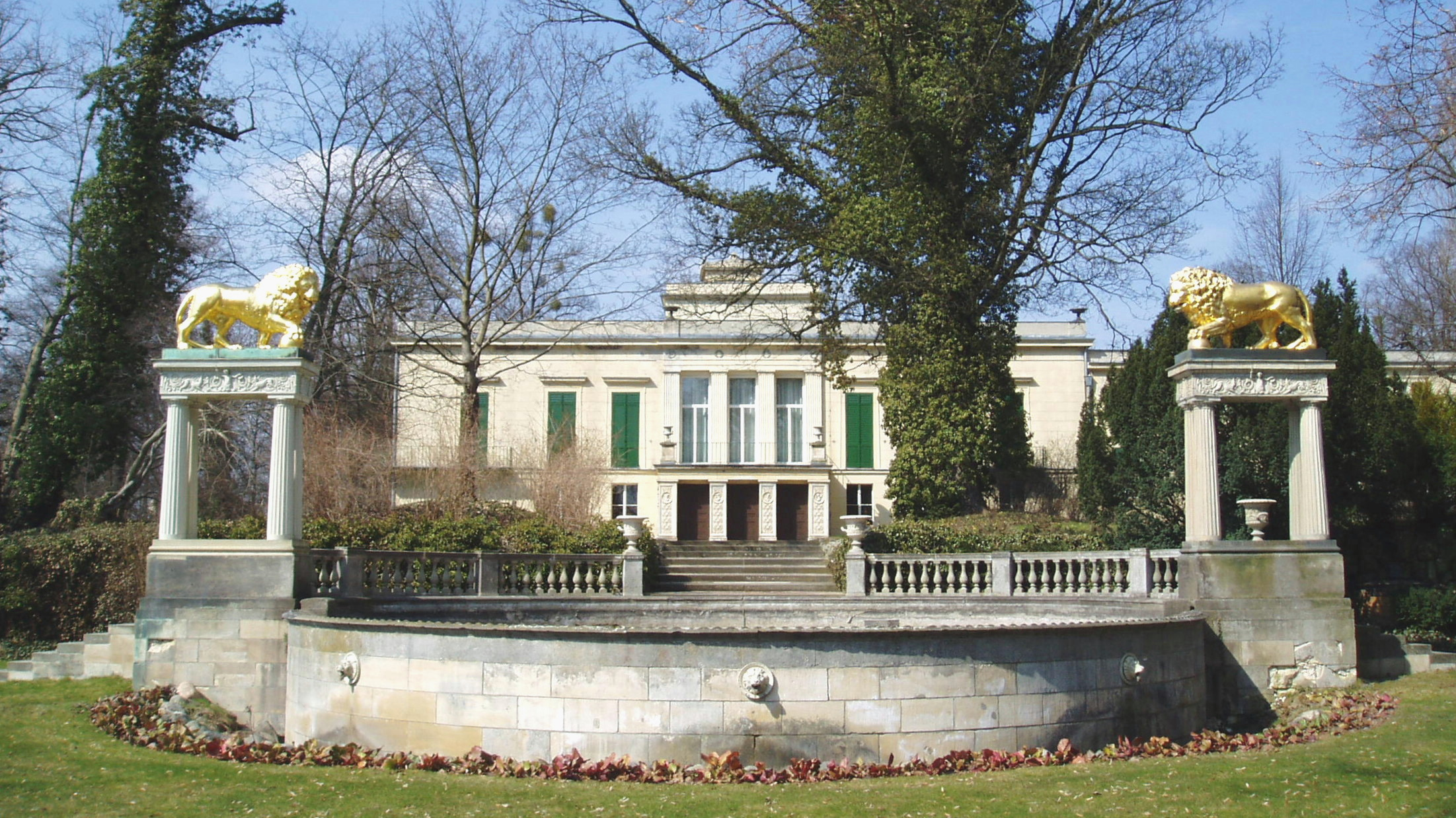
Le palais Glienicke.

Petite-fille du roi Frédéric-Guillaume III de Prusse et de la fameuse reine Louise, Anne de Prusse est le troisième et plus jeune enfant du prince Charles de Prusse et de Marie de Saxe-Weimar-Eisenach. Son père est le frère cadet du futur empereur Guillaume Ier. Sa mère est la soeur aînée de la future impératrice Augusta.
Les deux princesses de Saxe-Weimar, nièces du tsar Nicolas Ier de Russie, étaient promises aux princes de Prusse en fonction de leur âge mais l'amour s'en mêla et l'aînée des deux soeurs épousa le prince cadet Charles. Le prince Guillaume, héritier du trône, épousa sans conviction la cadette. Il y eut donc à la cour de Prusse deux couples princiers semblables mais rivaux: celui du prince héritier disharmonieux mais promis au trône et celui du prince Charles, uni mais jaloux de leur aîné. 
La princesse Anne est la sœur du prince Frédéric-Charles de Prusse né en 1828, qui se signalera à Sadowa en 1866 ainsi qu'à la Bataille de Saint-Privat et au siège de Metz en 1870. Sa sœur est née en 1829. Baptisée Louise en l'honneur de leur grand-mère, elle épousera en 1854 le landgrave Alexis de Hesse-Philippstahl-Barchfeld.
La princesse Anne est donc bien plus jeune que ses frères et sœur puisqu'elle naît le 17 mai 1836.
Elle est élevée au Château de Glienicke dans le quartier de Wannsee près de Berlin.
Quand éclate la Révolution de 1848, ses parents restent à Berlin alors qu'un certain nombre de membres de la Famille dont son oncle Guillaume, héritier du trône, doivent partir pour l'exil et se réfugient en Angleterre.
En effet, si l'union de ses parents est un mariage de convenance encouragée par la tsarine de Russie (une tante paternelle née Charlotte de Prusse) il est également un mariage d'inclination. Cependant, tandis que le roi Frédéric-Guillaume IV et la reine née Élisabeth de Bavière n'ont pas d'enfants, une sourde rivalité oppose les frères et belles-sœurs du monarque. Charles et Maria souffrent d'être des cadets alors que Guillaume, frère de Charles, et son épouse Augusta, sœur de Maria, sont promis au trône ; rivalité dont jouera plus tard le chancelier Bismarck pour mieux circonvenir le prince Guillaume devenu roi en 1861 puis empereur en 1871.
Le prince Charles, le plus beau des enfants de la fameuse reine Louise et du roi Frédéric-Guillaume III tente de soulager ses frustrations en affichant des idées ultra-conservatrices et en fréquentant des femmes légères. La princesse Maria se livre à une furieuse concurrence avec sa sœur en portant des tenues, des bijoux et des coiffures de plus en plus luxueuses.

## Impératrice?

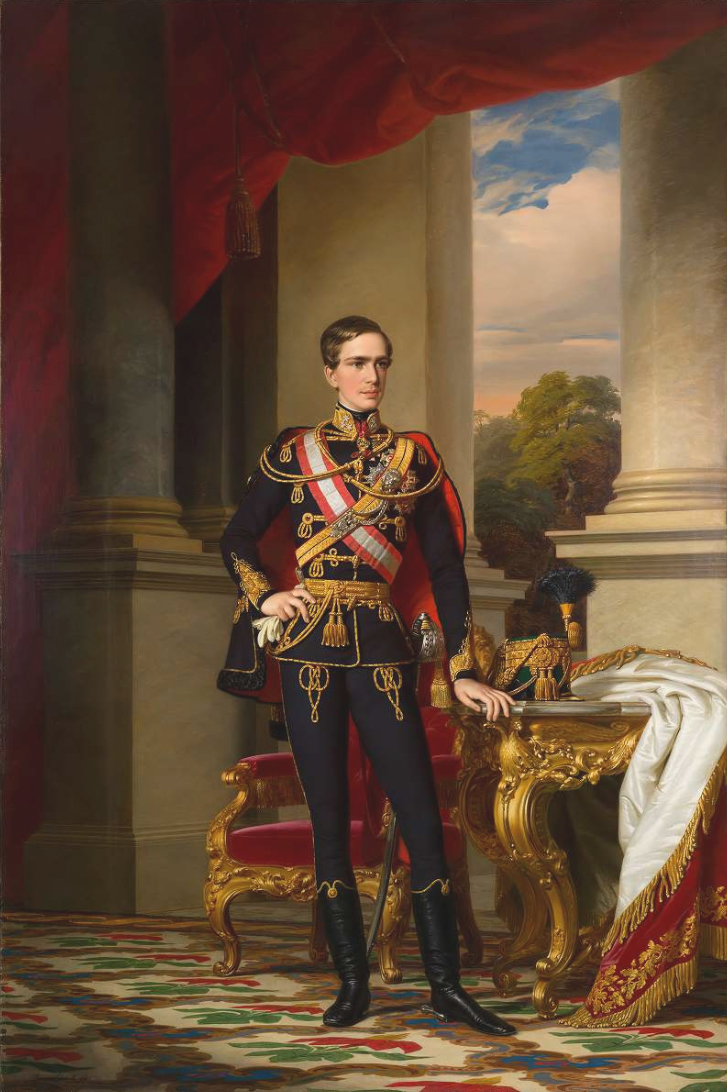
L'empereur François-Joseph Ier en 1853.

D'une beauté réputée, pianiste accomplie formée par Theodor Kullak, la princesse Anne fut demandée en mariage par l'empereur François-Joseph Ier, qui l'avait rencontrée à la cour de Berlin à la fin de l'année 1852.
La mère de l'empereur, la fameuse Archiduchesse Sophie s'entremit auprès de sa sœur, la reine Élisabeth de Prusse, tante de la jeune fille.
Les efforts de la souveraine restèrent vains.
En effet, deux ans auparavant, en 1850, après avoir maté les mouvements révolutionnaires libéraux, la Prusse avait tenté de regrouper les États allemands sous son autorité dans le cadre d'une Petite Allemagne, excluant de fait l'empire d'Autriche ; un différend entre la Prusse et l'électeur Frédéric-Guillaume Ier de Hesse-Cassel, qui menaça de dégénérer en guerre entre états allemands, permit à l'Autriche de convoquer une conférence inter-allemande à Olmütz en territoire autrichien.
Présidée par le ministre-président autrichien Felix zu Schwarzenberg, la Conférence d'Olmütz fut une humiliation pour la Prusse qui dut renoncer à ses ambitions hégémoniques.
Peu avant la visite du jeune empereur, pour sceller la réconciliation entre la Prusse et la Hesse-Cassel, la princesse Anne avait été engagée envers le fils aîné du landgrave de Hesse-Rumpenheim, héritier de l'électeur de Hesse-Cassel, et il était difficile d'indisposer encore une fois l'électeur.
Surtout, la cour de Prusse protestante, qui n'oubliait pas l'humiliation subie deux ans plus tôt mais convoitait toujours la première place au sein de la Confédération germanique, ne voulait en aucun cas s'allier à sa rivale autrichienne catholique.
Aussi, le roi Frédéric-Guillaume IV de Prusse, oncle de la princesse, tout en y mettant les formes, opposa-t-il une fin de non-recevoir aux propositions impériales. Ce refus n'en fut pas moins un camouflet pour la Maison de Habsbourg-Lorraine et peut être perçu comme le premier acte de la revanche prussienne.

## Mariage
Le 26 mai 1853, au château de Charlottenburg, Anne, 17 ans, épousa Frédéric-Guillaume de Hesse-Cassel, Langrave héritier de Rumpenheim, 33 ans.

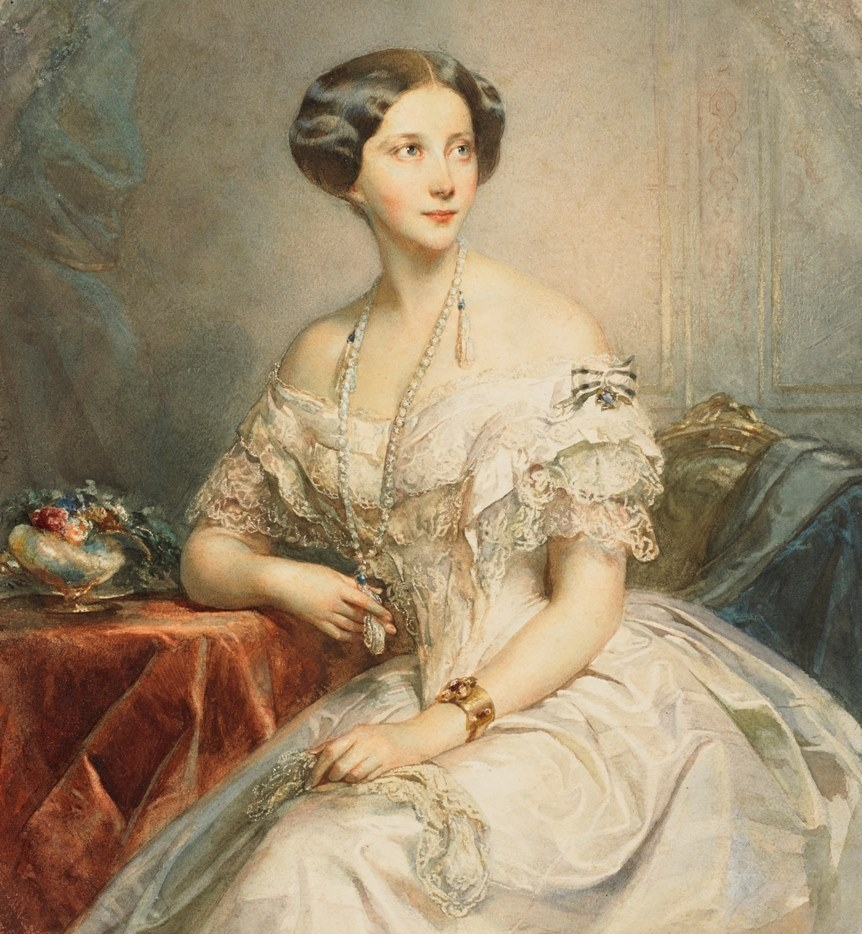
Anne de Prusse (vers 1852).

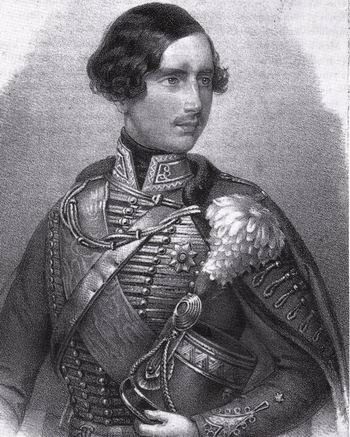
Le Landgrave Frédéric-Guillaume (vers 1845).

Carte de la Confédération germanique avant 1866.

Pour le roi de Prusse et son cabinet, le landgrave était un parti intéressant : d'une part, il était l'héritier présumé de son cousin le Prince-Électeur Frédéric-Guillaume Ier de Hesse-Cassel dont les États étaient un passage obligé entre la Prusse Rhénane et la Prusse Brandebourgeoise et avec qui une réconciliation s'imposait, d'autre part, fils d'une princesse danoise et élevé au Danemark, le jeune homme était un candidat possible à la succession du roi de Danemark qui se cherchait un héritier parmi les nombreux princes de son sang.
Cependant, le Landgrave préféra céder ses droits à sa sœur la princesse Louise de Hesse-Cassel dont le mari devint le roi Christian IX de Danemark en 1863. Les souverains danois furent surnommés "les beaux-parents de l'Europe", leurs filles ayant régné sur les immenses empires russe et britannique et leur fils cadet ayant obtenu le trône de Grèce. Par eux, Frédéric-Guillaume et Anne de Hesse-Cassel sont de proches parents des différents souverains européens de leur temps.
De 16 ans l'aîné de sa nouvelle épouse, le prince était le veuf éploré de la grande-duchesse Alexandra Nicolaïevna de Russie qu'il avait passionnément aimée. Aussi, Frédéric-Guillaume entretint-il avec Anne une relation courtoise et respectueuse mais sans chaleur.
Le couple eut six enfants :
- Frédéric-Guillaume (1854-1888) qui mourut en mer entre Batavia et Singapour ;
- Élisabeth-Charlotte (1861-1955) épouse en 1884 Léopold, duc héréditaire d'Anhalt (1855-1886) dont une fille, Antoinette (1885-1963);
- Alexandre-Frédéric (1863-1945), Landgrave titulaire de Hesse (1884/1925) contracte une union morganatique en 1925 et cède ses droits à son frère cadet ;
- Frédéric-Charles (1868-1940), roi de Finlande (1918) puis Landgrave titulaire de Hesse (1925-1940), épouse en 1893 sa cousine Marguerite de Prusse (1872-1954), sœur du Kaiser Guillaume II dont six fils nés entre 1893 et 1901 ;
- Marie-Polyxène (1872-1882) ;
- Sybille (de) (1877-1953) épouse en 1898 Frédéric, baron von Vinke (1867-1925), divorcés en 1923.

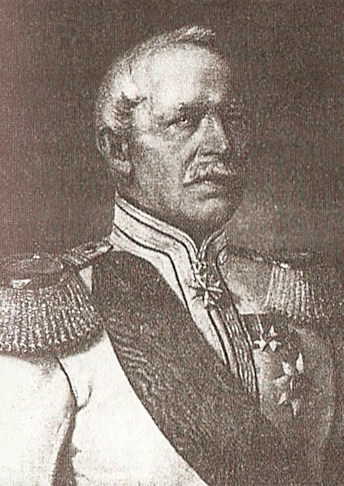
Le landgrave Frédéric-Guillaume Ier

## La nièce de l'empereur
En 1866, à la suite de la guerre austro-prussienne, la Prusse annexa la principauté électorale de Hesse-Cassel, le royaume de Hanovre, le duché de Nassau et la ville libre de Francfort-sur-le-Main.
En 1871, après la guerre franco-prussienne où s'illustra le prince Frédéric-Charles, frère d'Anne, fut proclamé l'Empire allemand avec comme souverain héréditaire le roi Guillaume Ier de Prusse, oncle d'Anne.
Dès lors furent engagés des pourparlers censés réconcilier les Hohenzollern et les maisons qu'ils avaient dépossédées et, en 1873, fut signé un accord avec le landgrave détrôné Frédéric-Guillaume Ier de Hesse-Cassel qui dédommagea celui-ci de la perte de ses terres et de sa couronne afin de lui permettre de conserver en tant que personnes particulières un train de vie digne de son rang princier. Le mari d'Anne, époux d'une princesse de la maison de Hohenzollern, ne fut pas oublié.
Le couple vécut dans différents palais dont Wilhelmshöhe près de Cassel (où Napoléon III avait été retenu prisonnier), Rumpenheim près d'Offenbach-sur-le-Main, Gut Panker en Holstein, demeures dans lesquelles ils reçurent les souverains mais aussi les plus grands musiciens de leur temps tels que Clara Schumann, Johannes Brahms, Julius Stockhausen, Arthur Rubinstein.

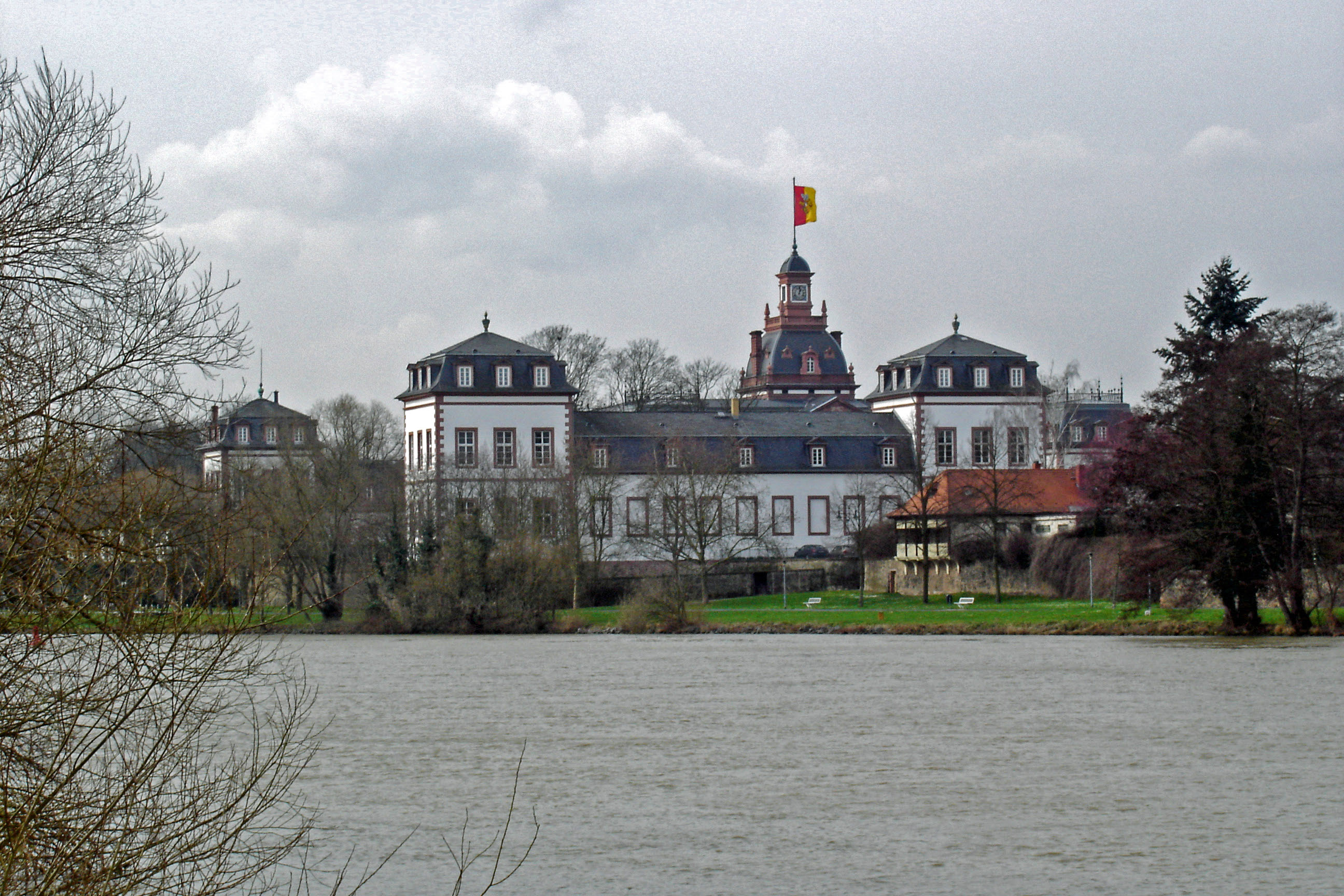
Le château de Philippsruhe.

Le landgrave Frédéric-Guillaume Ier mourut à Prague deux ans plus tard et le mari d'Anne hérita du titre de landgrave de Hesse-Cassel (1875).
La Kronprinzessin Victoria qui, tout en prônant des idées libérales était très consciente de son rang, écrivait à sa mère la reine Victoria du Royaume-Uni qu'elle appréciait la beauté, le charme et la culture de sa cousine mais qu'elle n'aimait ni son style vestimentaire ni sa simplicité qui l'amenait par exemple à danser avec des hommes d'origine sociale inférieure à la sienne.
En 1880, le couple s'installa définitivement près de Hanau au Château de Philippsruhe que le landgrave faisait aménager depuis 1875, pensant y trouver le repos.

## Deuils et conversion
Cependant, les années 1880 furent une période de deuil pour la Landgravine qui approchait de la cinquantaine : en 1877, elle perdit sa mère ; puis sa fille Marie-Polyxène âgée de 10 ans en 1882 ; son père en 1883 ; son mari en 1884 ; son frère en 1885. Son gendre, jeune marié de 30 ans mourut à Cannes en 1886 laissant une veuve de 23 ans et un enfant au berceau.
L'année 1888, dite en Allemagne "l'année des trois empereurs", fut particulièrement sombre : l'empereur Guillaume Ier, oncle de la Landgravine, mourut nonagénaire le 9 mars. Son fils et successeur, l'empereur Frédéric III, cousin doublement germain de la Landgravine (puisque leurs pères étaient frères et leurs mères étaient sœurs), mourut dès le 15 juin suivant sans avoir pu instaurer en Allemagne le régime libéral dont il rêvait et son fils, Guillaume II, âgé de 29 ans, déjà père de huit fils, protestant, conservateur et militariste, lui succéda. La même année, la Landgravine perdit une de ses nièces, Marie-Elisabeth de Prusse, duchesse de Saxe-Altenbourg qui mourut le 20 juin des suites de ses secondes couches. Plus tragique encore, l'année se termina par la disparition de son fils aîné, le 16 octobre, au cours d'un voyage en mer entre Batavia et Singapour. Il avait 33 ans, son corps ne fut jamais retrouvé.

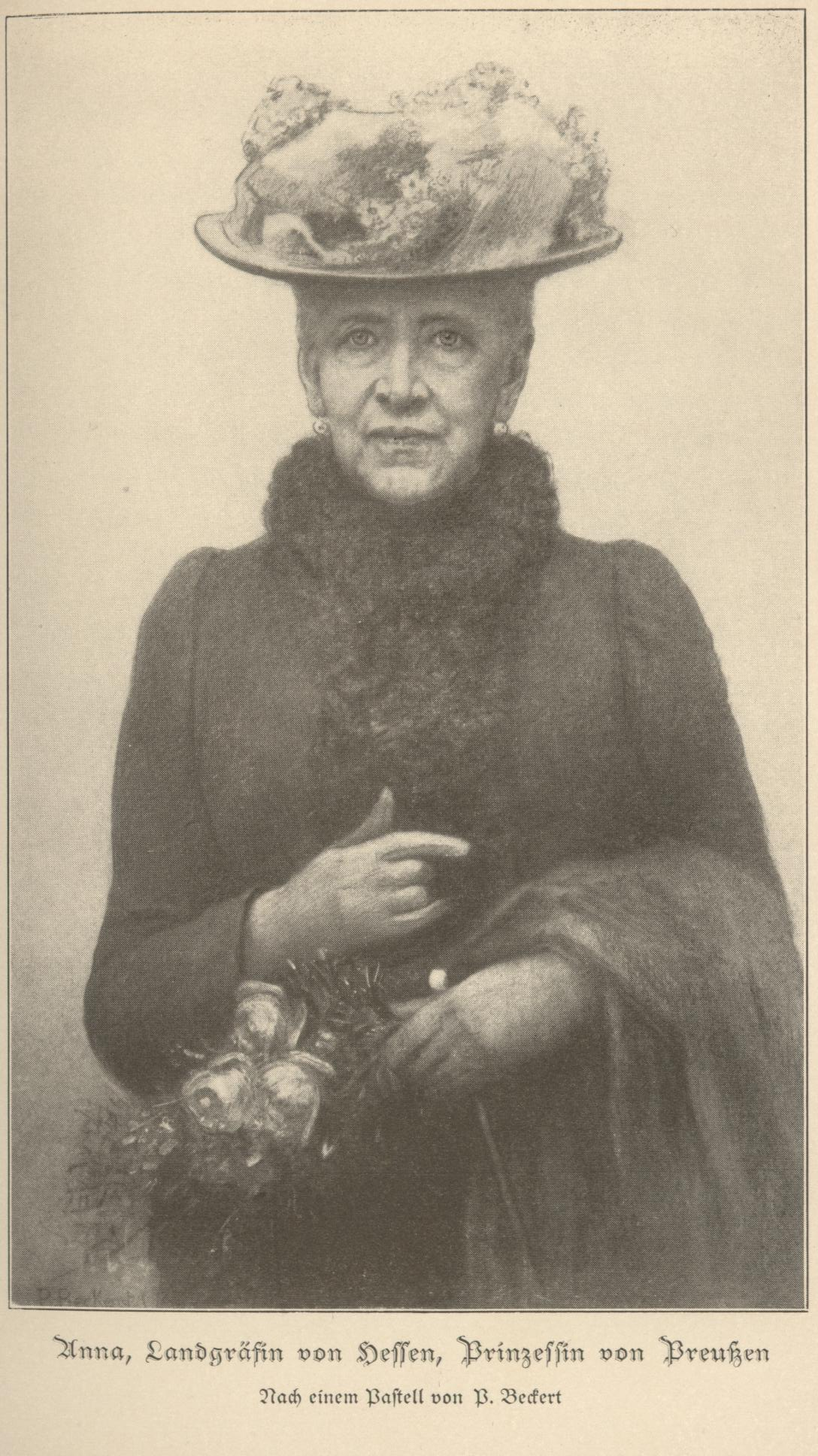
Anne de Prusse en 1916.

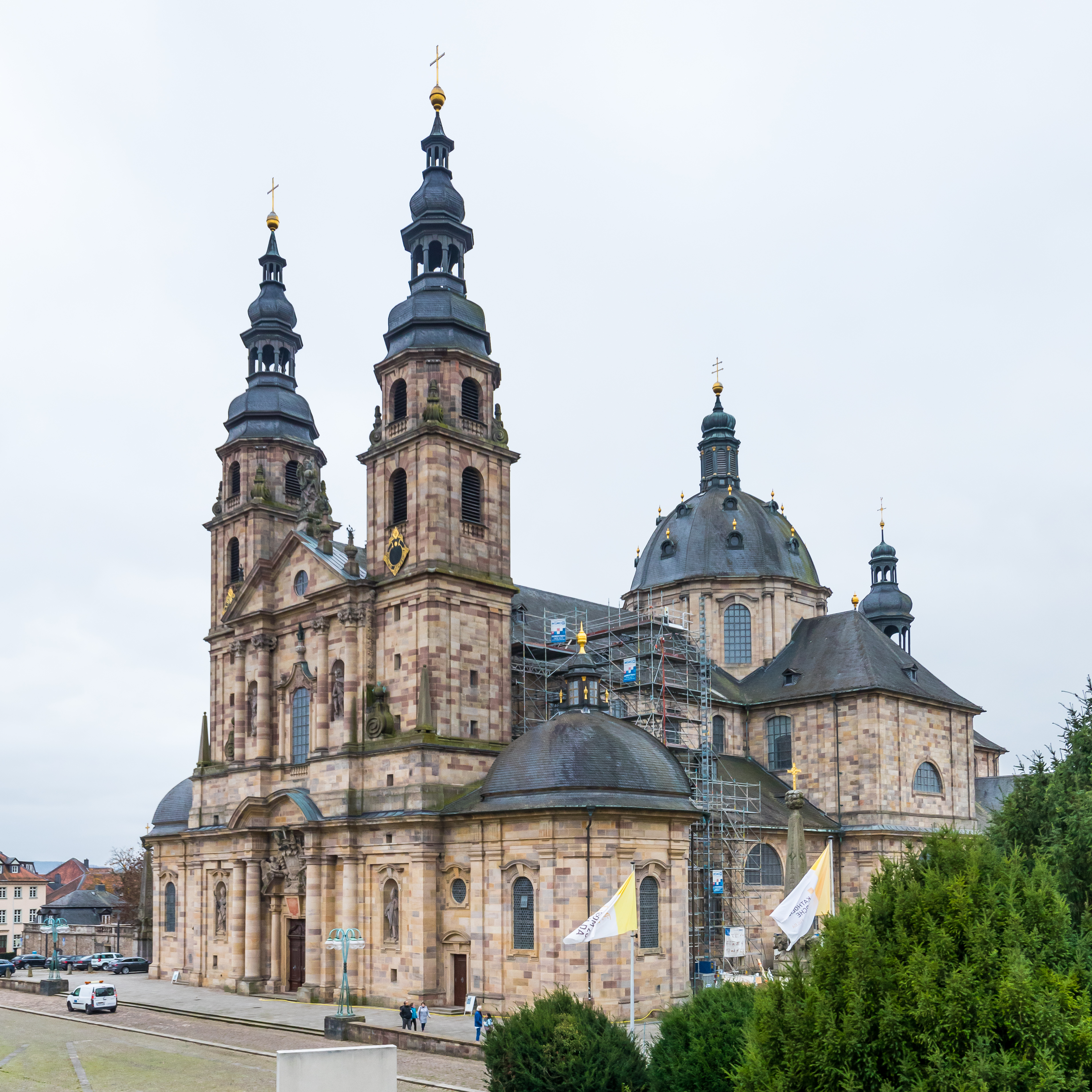
Cathédrale Saint-Sauveur de Fulda.

En janvier de la même année 1890, la tante d'Anne, l'impératrice douairière Augusta s'éteignit. En 1895, une autre des nièces, Elisabeth épouse du grand-duc héritier d'Oldenbourg mourut prématurément à l'âge de 28 ans. Le monde de la Landgravine douairière de Hesse-Cassel s'effondrait.
Sa seule étincelle de joie fut le mariage, en 1893, de son fils cadet Frédéric-Charles avec sa cousine la princesse Marguerite de Prusse, sœur de l'empereur Guillaume II et surnommée "Mossy". Le couple donnera de nombreux petits-enfants à la Landgravine.
Liée d'amitié depuis 1866 avec l'archevêque de Mayence, Wilhelm Emmanuel von Ketteler, qui décéda en 1877, ces événements amenèrent peu à peu la Landgravine à franchir le cap de la conversion au catholicisme au cours d'une cérémonie intime le 10 octobre 1901. Elle était alors âgée de 65 ans mais n'en reçut pas moins une lettre de reproche de son neveu, l'empereur Guillaume II qui l'excluait de la famille impériale.
Déjà, en 1899, la Landgravine avait fait édifier à Francfort-sur-le-Main l'église Saint-Antoine-de-Padoue. Elle résidait alors souvent au château Adolphseck près de Fulda, ville hessoise mais catholique. En 1902, elle se rendit à Rome où elle fut reçue par le pape Léon XIII en audience privée. À cette occasion, elle rencontra le cardinal Della Chiesa, futur pape Benoît XV. En 1905, âgée de 69 ans, elle entra dans le Tiers-ordre Franciscain.
Pendant la Première Guerre mondiale, elle perdit deux de ses petits-fils, tués en 1914 et 1916.
Le 21 novembre 1916, l'empereur François-Joseph Ier, qui avait demandé la main de la princesse Anne 63 ans plus tôt et était par la suite devenu l'allié de la Prusse qui lui avait ravi son pouvoir (les ennemis des empires centraux le traitaient de vassal), s'éteignit à 86 ans. Si Anne était devenue impératrice d'Autriche en 1853, elle se serait convertie au catholicisme à 17 ans et non à 65.
Doyenne de la maison de Hohenzollern, elle mourut à Francfort peu avant la fin de la Première Guerre mondiale le 12 juin 1918. Elle ne vit pas son fils devenir un éphémère roi de Finlande. Réconciliée avec l'empereur, elle ne vit pas non plus la chute de la monarchie allemande.
En pleine période de guerre, les obsèques catholiques de cette princesse octogénaire hors norme réunirent tout une partie du Gotha Allemand luthérien (dont le pouvoir allait bientôt s'effondrer) ainsi que la reine calviniste Wilhelmine des Pays-Bas.
La dépouille de la Landgravine, revêtue de la bure franciscaine, repose en la cathédrale de Fulda devant l'autel dédié à sainte Anne.

## Source
- (en) Cet article est partiellement ou en totalité issu de l’article de Wikipédia en anglais intitulé « Princess Anna of Prussia » (voir la liste des auteurs).

- (de) Cet article est partiellement ou en totalité issu de l’article de Wikipédia en allemand intitulé « Anna von Preußen (1836–1918) » (voir la liste des auteurs).